# كليف ماسون
كليف ماسون (بالإنجليزية: Cliff Mason)‏ (27 نوفمبر 1929 بيورك في المملكة المتحدة - 1 أغسطس 2013) هو لاعب كرة قدم بريطاني في مركز الظهير. لعب مع سكونثورب يونايتد وشيفيلد يونايتد وليدز يونايتد ونادي تشيسترفيلد ونادي سندرلاند ودارلينجتون إف سى.

## وصلات خارجية
- كليف ماسون على موقع قاعدة بيانات كرة القدم.إي يو (الإنجليزية)